# 영원한 방종의 자매들

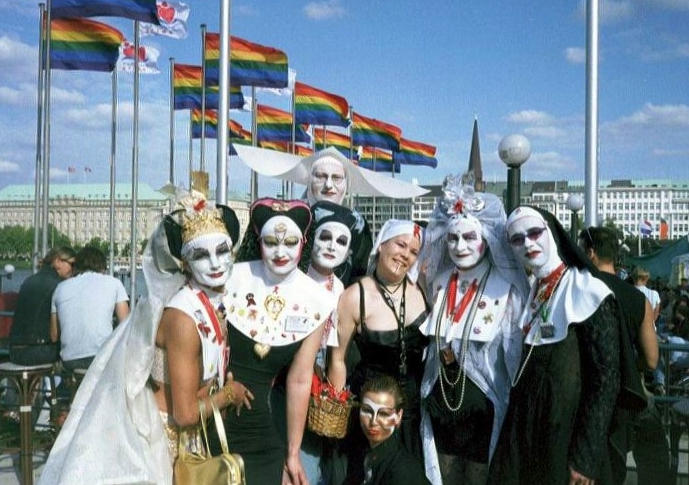
베를린과 쾰른, 함부르크 자매회 소속의 영원한 방종의 자매들

영원한 방종의 자매들(Sisters of Perpetual Indulgence(SPI) 또는 Order of Perpetual Indulgence(OPI))은 사회와 종교의 보수적 성관념과 성차별, 성소수자차별을 풍자하고 비판하기 위해 종교 의복으로 드래그해, 행위 예술과 시위, 기부 및 복지 증진을 하는 단체이다. 1979년 샌프란시스코의 몇몇 게이 남성들이 캐스트로가 겪고 있는 사회적 문제 점들을 대중에 환기시키기 위해 하이 캠프를 이용한 수녀의 모습으로 드래그 퀸을 하면서 처음으로 시작되었다.
이 '자매들'은 미국 전역으로 퍼져나갔으며, 지금의 국제적 네트워크를 가진 공제회를 형성하게 된다. 이들은 주로 성소수자와 관련된 인권 운동, 지역 복지 활동, 마약의 악영향에 대한 안내, HIV와 성병 예방을 위한 콘돔을 이용한 안전한 성교 방식 홍보, 성인을 위한 성교육 등을 하고 있다. 대다수 소속 자매회들은 비영리 단체로서 기부금으로 운영되고 있다. 처음 이 운동이 시작된 샌프란시스코의 경우 1979년에서 2007년 사이까지 연간 4만 달러에 달하는 기부금을 모았었다.
영원한 방종의 자매들 소속 회원들은 드래그 퀸으로 분장시에도 수염 등 남성성이 드러나는 특징을 가리지 않는데, 이는 남녀 구분의 모호함을 더욱더 부각시키기 위함이다. 시간이 흐름에 따라 자매들의 외향도 변해갔으며, 기성 종교와 사회의 보수적 성관념에 대한 비판의식이 투영되었다. 영원한 방종의 자매들은 게이 커뮤니티 안팍에서도 종종 비판을 받고 있으며, 특히나 로마 가톨릭교회의 성인과 교리에 대한 풍자로 인해 종교계의 비난을 받기도 한다.

## 조직과 체계
영원한 방종의 자매들은 다양한 성적 지향과 성정체성의 회원들로 구성되어있으나 대다수는 게이 남성이다. 가입 절차는 실제 수녀회의 입회 방식을 그대로 차용했다. 입회를 원하는 자는 입회 열망자로서 모임에 정기적으로 참석해야하며, 종신서약을 해야한다. 지역 자매회에서 열망자가 입회 자격을 갖추었다고 판단되면 수도지원자로 승격되며, 자매회의 역사에 대해 배우고 최소 6개월간 자매회의 사회 봉사 활동에 참여해야한다. 지원자는 수녀로서의 드래그를 할 수 없고 자매회 소속으로서 일정한 의복을 준수해야한다. 지원자로서의 의무를 모두 마쳐 수사가 되면 드디어 하얀 베일과 하얀 메이크업으로 수녀 드래그가 허용된다. 온전한 정식 회원이 되려면 다시 최소 6개월간 수사로서 자매회 활동에 열정적으로 참여하고 다른 자매들의 3분의 4 찬성을 받아야 한다.
최초의 영원한 방종의 자매들 운동이 미국내 여러 도시에 퍼지면서 자치적인 자매회들이 형성되었고, 곧 자연스럽게 자매회들간의 네트워크가 형성되었다. 미국 내에 13개 자매회와 6개 전도단이 있으며, 국제적으론 600명 이상의 자매들에 의해 호주와 캐나다, 콜롬비아, 프랑스, 독일, 영국, 스위스, 우루과이에도 복수의 자매회들이 설립되었다. 샌프란시스코 자매회는 정신적 지주로, 재정적으로 풍족하며 가장 활발한 활동을 하는 곳이다.

## 같이 보기
- 젠더퀴어